# Echtes Apfelmoos
Das Echte Apfelmoos (Bartramia pomiformis) ist ein akrokarpes (gipfelfrüchtiges) Moos, das in Mitteleuropa nicht selten ist, und gut an seinen rundlichen Kapseln und der bläulichgrünen Farbe zu erkennen ist.

## Beschreibung
Das Moos bildet blaugrüne bis gelbgrüne Polster. Es hat 1–8 cm lange Stängel mit braunem Wurzelfilz im unteren Bereich. Seine Blätter haben eine deutliche Rippe und in der oberen Blatthälfte einen gesägten Rand. Die Blätter sind ca. 5–8 mm lang.
Besonders charakteristisch ist die runde (apfelförmige!) Kapsel, die oliv-braun ist und auf einem 1–2 cm langen Stiel am Ende eines Stängels steht.

## Verbreitung und Standortansprüche
Es kommt vom Tiefland bis in eine Höhe von 2000 m vor und bevorzugt dort halbschattige Standorte sowie Böden aus Sand oder Sandstein. Es meidet kalkhaltige Böden und ist oft in lichten Nadel- oder Mischwäldern anzutreffen.
Sein Verbreitungsgebiet erstreckt sich über die gesamten gemäßigten Zonen der Nordhemisphäre.

## Sonstiges
Das Echte Apfelmoos wurde von der  Bryologisch-lichenologischen Arbeitsgemeinschaft für Mitteleuropa zum Moos des Jahres 2018 gewählt.